# Microlepis
Microlepis es un género monotípico de plantas fanerógamas pertenecientes a la familia Melastomataceae. Su única especie: Microlepis oleifolia, es originaria de Brasil donde se encuentra en la Mata Atlántica.

## Taxonomía
Microlepis oleifolia fue descrita por (DC.) Triana  y publicado en Transactions of the Linnean Society of London 28(1): 36. 1871[1872].
Sinonimia
- Osbeckia oleifolia DC.